# Ceryx fytchei
Ceryx fytchei là một loài bướm đêm thuộc phân họ Arctiinae, họ Erebidae.